# 布羅德韋爾 (肯塔基州)
布羅德韋爾（英語：Broadwell）是位於美國肯塔基州哈里森縣的一個非建制地區。

## 地理
布羅德韋爾所處的海拔為高於海平面280米（即919英呎），而該地所採用的時區為UTC-5，即北美東部時區（EST）。同時該地設有夏令時間，為UTC-5調快一小時，即UTC-4（EDT）。